# De la veine à revendre
Pour plus de détails, voir Fiche technique et Distribution.
De la veine à revendre (Zezowate szczęście) est un film polonais réalisé par Andrzej Munk, sorti en 1960.

## Fiche technique
- Titre original : Zezowate szczęście
- Titre français : De la veine à revendre
- Réalisation : Andrzej Munk
- Scénario : Jerzy Stefan Stawinski
- Décors : Leonard Mokicz
- Costumes : Lidia Grysiówna
- Photographie : Jerzy Lipman et Krzysztof Winiewicz
- Montage : Jadwiga Zajiček
- Musique : Jan Krenz
- Pays d'origine : Pologne
- Format : Noir et blanc - 35 mm - Mono
- Genre : comédie
- Durée : 92 minutes
- Date de sortie :
  - Pologne : 4 avril 1960

## Distribution
- Bogumił Kobiela : Jan Piszczyk
- Maria Ciesielska : Basia
- Helena Dąbrowska : Wychówna
- Barbara Lass : Jola Wrona-Wronska
- Krystyna Karkowska : Wrona-Wronska
- Barbara Połomska : Zosia Jelonkowa
- Tadeusz Bartosik : Wasik
- Henryk Bąk : directeur
- Aleksander Dzwonkowski : Cezary Piszczyk
- Kazimierz Opaliński : directeur de la prison
- Jerzy Pichelski : commandant Wrona-Wronski
- Wojciech Siemion : Józef Kacperski, le chef du personnel
- Wiesław Gołas : officier de la sécurité publique
- Witold Sadowy : un prisonnier à l'offlag
- Mariusz Dmochowski : officier de la sécurité publique
- Roman Polanski : le répétiteur de Jola
- Leonard Pietraszak : un résistant
- Sława Przybylska : la chanteuse
- Ryszard Ronczewski : soldat transportant "l'arme secrète"
- Czesław Piaskowski : un policier

## Distinctions
Le film a été présenté en sélection officielle en compétition au Festival de Cannes 1960.